# Casa al carrer de Sant Antoni, 22 (Castellví de Rosanes)
La Casa del carrer Sant Antoni, 22 és una obra noucentista de Castellví de Rosanes (Baix Llobregat) inclosa a l'Inventari del Patrimoni Arquitectònic de Catalunya.

## Descripció
Habitatge entre mitgeres de planta baixa i pis amb la façana arrebossada i pintada de blanc. La coberta no la podem veure perquè hi ha un frontó amb una sanefa de pedra similar a barrots, la zona central està sobrealçada i hi ha un baix relleu ceràmic on figuren les inicials JF i la data de l'acabament de la construcció.
Està fet amb maó i pedra, cobert de forma plana. A la planta baixa hi ha una petita entrada, l'accés de l'habitatge, i una altra de més gran, la del garatge. A sobre seu hi ha una finestra allindada amb ampit de pedra de grans dimensions.